# Hector Barbossa
Hector Barbossa je fiktivní postava, vystupující v pentalogii dobrodružných filmů Piráti z Karibiku. Postavu ve filmu ztvárnil herec Geoffrey Rush. V českém znění postavu daboval herec Pavel Rímský.
Byl jedním z kapitánů lodi jménem Černá perla spolu s Jackem Sparrowem, o níž mezi sebou bojovali. V následujících dílech mu patřila loď Pomsta královny Anny a s ní i meč, kterým je možné ovládnout jakoukoliv loď, za což zaplatil vysokou cenu, musel si uříznout nohu a jen jeho vytrvalost a odvaha ho zachránila před smrtí. K jeho osobnosti patřila také opička Jack, kterou vlastní. Byl jedním z tzv. Pirátských vůdců, kteří se účastnili Bratrského sněmu, kde rozhodovali o důležitých událostech. Jako každému pirátu jde i jemu o zlato a majetek. Touha po zlatu Aztéků na něj i celou posádku Černé perly uvalila prokletí. Byl ctižádostivý, chytrý a sebejistý.

## Životopis
Vypráví se o něm, že ho Jack Sparrow najal jako prvního důstojníka při své výpravě na Isla de Muerta za aztéckým zlatem, při které Jacka zradil, vyvolal na lodi Černé perly vzpouru a s jeho posádkou pak zlato získal. Za loupež zlata byli s posádkou lodi prokleti. Kletba udělala z posádky neživé a proto nemohli zemřít, ale také nemrtvé a tak nemohli utišit svou žízeň, hlad a cit. Kletba se zruší jen tehdy, budou-li shromážděny všechny zlaté medailony Aztéků, které uloupili a budou skropeny jejich krví. Piráti Černé perly se snažili získat všechny uloupené medailony zpět, což se jim podařilo až na poslední medailon, který objevili u Elisabeth, která se představila jako Turnerová. Piráti se domnívali, že se jedná o dceru posledního piráta Štrupla Billa Turnera, který už nežil a tak Elizabeth zajali a dopravili na Isla de Muerta, protože potřebovali její krev, coby potomka Billa Turnera. V tutéž dobu mu byl v patách Jack Sparrow s Willem Turnerem, přítelem unesené Elisabeth a skutečným potomkem Billa Turnera. Po mnoha bojích a událostech spojených s minulostí Jacka a Barbossy byli oba prokleti. Jack po souboji Barbossu zastřelí jedinou kulkou z pistole, kterou mu kdysi on sám dal. Na to, aby ho kulka usmrtila, musela být zrušena kletba a proto ve chvíli výstřelu Will Turner, poslední potomek piráta Billa Turnera prokletí zruší, vhozením posledního medailonu do truhly s ostatními medailony s kapkou vlastní krve. V následujících dílech Barbossu bohyně Calypso osvobodí ze světa mrtvých a vrátí ho mezi živé. Znovu mezi živými se musí vydat pro Jacka Sparrowa do říše Davyho Jonese, aby získal tolar, pomocí kterého spolu s ostatními může být Calypso osvobozena. Svolává Bratrský sněm, kde se sejdou všichni vlastníci tolarů a splní svůj slib bohyni. Potom s ostatními piráty musí bojovat s Východoindickou společností a Bludným Holanďanem, kteří je chtějí zničit. Barbossa s posádkou Černé perly Bludného Holanďana porazí. V dalším pokračování série Piráti z Karibiku pátral po prameni mládí. Jeho protivníkem je znovu Jack Sparrow. Cestou k němu je však i s posádkou přepaden lodí Černovouse, který svým mečem ovládá jakoukoli loď a tak je Barbossa i s posádkou spoután provazy Černé Perly, kterou chce Černovous uvěznit do lahve. Barbossa se s provazů osvobodil tím, že si uříznul nohu, poté prahnul po pomstě za toto příkoří. Nechal se zaměstnat v námořnictvu krále Jiřího II. jako kapitán a byl pověřen hledáním Pramene mládí, který hledá i Černovous, který chce získat nesmrtelnost. Pramen hledá kvůli věštbě, která mu zvěstovala, že bude zabit mužem s jednou nohou. U Pramene mládí po mnoha dobrodružstvích Barbossa Černovouse probodne otráveným mečem a vezme si jeho loď Pomstu královny Anny. Od té doby vládl všem lodím a i se svou posádkou odjel do pirátského přístavu Tortuga. Na konci pátého dílu se setkal s vlastní dcerou Carinou Smythovou, vzápětí zemřel. Jeho loď získal znovu Jack Sparrow.